# Chronobiologie
La chronobiologie est une discipline scientifique étudiant l’organisation temporelle des êtres vivants, des mécanismes qui en assurent la régulation (contrôle, maintien) et de ses altérations. Cette discipline traite essentiellement de l’étude des rythmes biologiques.

## Histoire

### Premières observations
L’Homme préhistorique acquiert déjà une connaissance sommaire de l’organisation temporelle des êtres vivants (maturité des fruits, migration du gibier, frai des saumons, etc.). L’Homme du Néolithique maîtrise l'agriculture et l'élevage par sa connaissance du cycle végétal et du cycle reproducteur des animaux.
Les premiers écrits décrivant les rythmes biologiques concernent la biologie végétale. Ils remontent au IVe siècle av. J.-C. : Théophraste rapporte dans son Histoire des plantes qu’Androsthène observe sur l’île de Tylos un arbre « dont les indigènes disent qu’il dort » : ce photopériodisme concerne probablement le tamarinier.
Au XVIIe siècle, le médecin italien Santorio Santorio met en évidence le rythme circadien chez l’Homme en mesurant la variation journalière de son poids.

### Premières expérimentations et applications

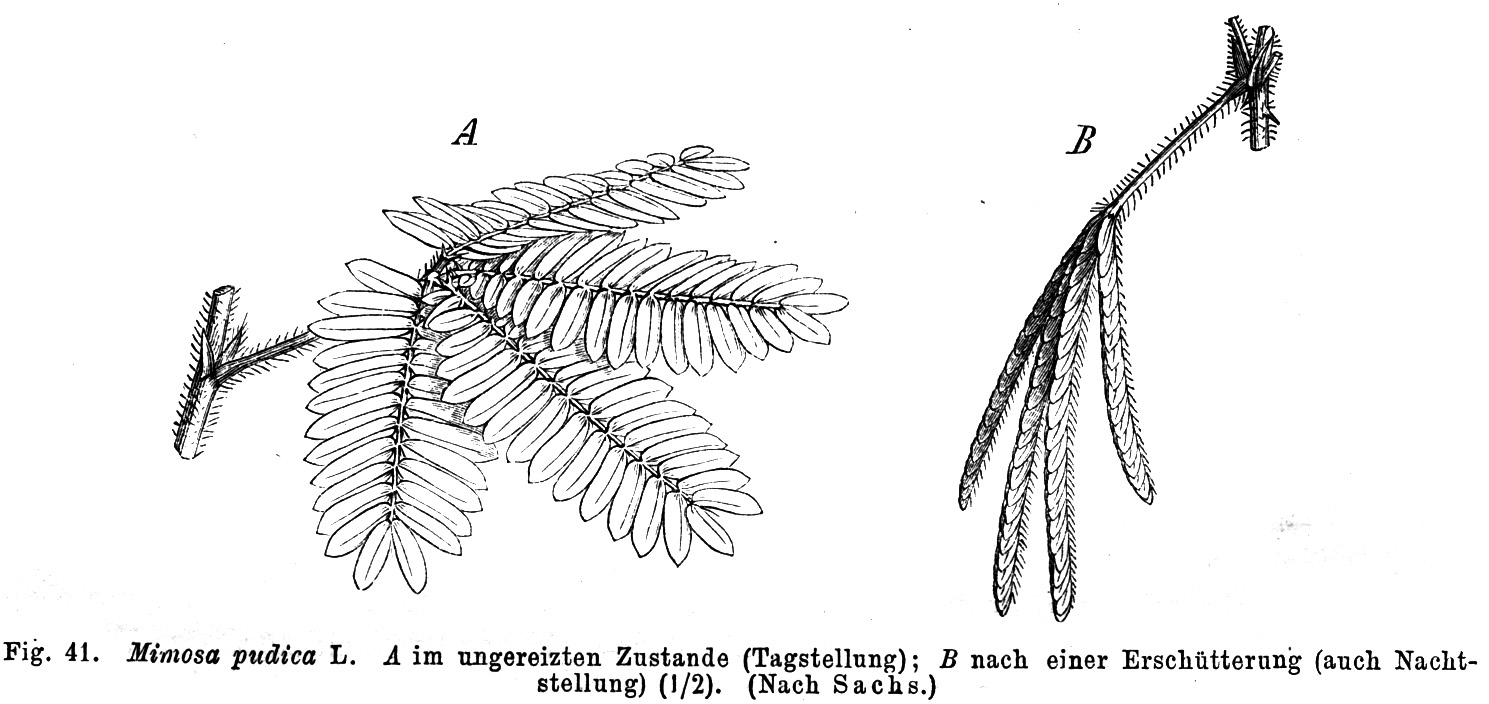
Nyctinastie chez la sensitive :
A. Feuilles en « position de veille » le jour.
B. Feuilles en « position de sommeil » la nuit.

En 1729, le savant français Jean-Jacques Dortous de Mairan étudie la nyctinastie chez le mimosa pudique, appelé aussi sensitive : même placée dans l’obscurité totale et dans un environnement constant (température, humidité), la plante continuait d’ouvrir ses feuilles (comme elle le fait pendant le jour) et les replier la nuit. Il expérimente ainsi pour la première fois les rythmes circadiens et montre ainsi leur nature endogène. En 1751, le naturaliste suédois Carl von Linné applique ce phénomène de nyctinastie pour concevoir une horloge florale. En 1814, le médecin Julien Joseph Virey (1755-1836) publie Éphémérides de la vie humaine, ou Recherches sur la révolution journalière et la périodicité de ses phénomènes dans la santé et les maladies, première thèse de chronopharmacologie dans laquelle il pose la terminologie « horloge du vivant ». En 1832, Augustin Pyrame de Candolle découvre que la nyctinastie de la sensitive s’exerce sur une périodicité de 22 à 23 heures, montrant l’existence d’une période endogène en cours libre. Il réalise aussi la première expérience de resynchronisation biologique en exposant la sensitive à l’obscurité le jour et à un éclairage permanent la nuit.
En 1910, l'entomologiste Auguste Forel est le premier à mettre en évidence une horloge interne chez les animaux : observant que les abeilles étaient attirées par la confiture à chaque fois qu'il petit-déjeunait sur la terrasse de son chalet, il nota, par un jour de mauvais temps, qu'elles revenaient à la même heure sur sa terrasse alors qu'il prenait son petit-déjeuner à l'intérieur et qu'elles ne pouvaient la sentir,. En 1911, l’éthologiste allemand Karl von Frisch, en étudiant le contrôle photique de la pigmentation cutanée d'un poisson, le Vairon, découvre un mécanisme qu'il nomme « photoréception extraoculaire », cette photoréception contrôlée par la glande pinéale jouant un rôle important dans la photorégulation physiologique et la synchronisation métabolique. À partir de 1914, il porte toutes ses recherches sur l’abeille et montre avec son étudiante Ingeborg Beling (en) que l'insecte dispose d’une horloge interne, avec trois mécanismes de synchronisation ou de réglage. En 1915 dans son ouvrage Contributions à la connaissance sur l'origine des mouvements de sommeil, le botaniste Wilhelm Pfeffer est le premier à émettre l'hypothèse d'une horloge interne autonome . En 1920, les botanistes américains Whigtman Garner et Henry Allard font une étude approfondie sur le photopériodisme et classent un grand nombre de plantes en jours courts et longs. En 1925, le biophysicien russe Alexander Chizhevsky établit une relation entre les tempêtes solaires et les catastrophes sur terre (guerres, épidémies, meurtres). Il fonde l’héliobiologie qui sera plus tard intégrée à la chronobiologie.

### Recherche contemporaine
Les premiers laboratoires scientifiques étudiant les oscillations biologiques se mettent en place dans les années 1920. En 1935, le biologiste allemand Erwin Bünning montre l’origine génétique du rythme circadien chez des plantes.
Les travaux exhaustifs de Jürgen Aschoff, Erwin Bünning et Colin Pittendrigh dans les années 1950 sur les horloges circadiennes des oiseaux et souris, font qu’ils sont considérés comme les fondateurs de la chronobiologie. Franz Halberg, de l’université du Minnesota, qui a étudié l’influence de l’heure d’administration des médicaments et inventé le mot circadien en 1959, est considéré comme le « père de la chronobiologie américaine ». En France, c’est Alain Reinberg qui fait figure de pionnier.
En 1960, le symposium à Cold Spring Harbor Laboratory jette les bases pour le domaine de la chronobiologie. La même année, Patricia DeCoursey invente la Phase response curve (en) (courbe de réponse de phase), un des principaux outils utilisés dans le domaine.
Dans les années 1970, le premier gène de l’horloge, nommé per (pour period) est mis en évidence dans le règne animal (drosophile, en 1971 chez le rongeur), d'autres gènes de ce type sont identifiés dans le règne végétal (algue Chlamydomonas reinhardtii), fongique (Neurospora crassa).
Des expériences « hors du temps » (isolement temporel selon le protocole de libre cours) sont menées par les biologistes allemands Jürgen Aschoff et Rutger Wever (1962) et par Michel Siffre (en 1962 et 1999) : elles montrent que diverses fonctions humaines (physiologiques, cognitives ou comportementales) sont contrôlées par une horloge circadienne de période endogène en cours libre (24 h et 9 minutes en moyenne : 24 h 5 min chez les femmes, 24 h 11 min chez les hommes, ce qui explique qu'en moyenne les femmes ont besoin de se coucher plus tôt et sont plus sujettes aux insomnies que les hommes).
En 1992, Michael Rosbash met en évidence des horloges circadiennes au niveau moléculaire (ARN messager de per). En 1997, une étude révèle que la majorité des cellules possède une horloge moléculaire indépendante. En 2005, une horloge d'une cyanobactérie est reconstituée dans un tube à essai.
Si la chronobiologie actuelle s'intéresse à la génétique et aux niveaux moléculaires (par exemple les travaux du docteur James Bendayan qui étudie les différences de rythmicité des génomes différents chez les femmes et les hommes) elle porte également son attention sur les impacts des rythmes biologiques dans un référentiel calqué sur la vie quotidienne des êtres humains et des sociétés, au travers de la chronomédecine, de la variation de la performance humaine (sports, cognition), de la chronobiologie appliquée où plus récemment de la chronoprévention des risques (influences du travail posté et du travail de nuit sur la santé au travail, analyse et couverture des risques, problématiques de santé publique).

## Chronobiologie et homéostasie
Bien que l’idée du facteur temps en biologie et en médecine ne soit pas nouvelle (notion que l’on retrouve chez Aristote et Pline qui constatent la rythmicité dans la reproduction, la floraison, l’hibernation ou la migration), les réflexions, recherches et pratiques de ces dernières décennies ont longtemps été influencées par une croyance en l’invariance des êtres vivants sur le « court terme », à l’échelle des 24 heures, tout comme à l’échelle d’une année.
Certains parlent à cet égard de dogme en visant plus ou moins directement le concept d’homéostasie, que l’on retrouve chez Walter Cannon s’inspirant des idées sur la stabilité du milieu intérieur de Claude Bernard.
La contradiction entre le sujet d’étude de la chronobiologie et ce concept n’est qu’apparente et est probablement due à une mauvaise interprétation.
En effet, l’homéostasie traite de la capacité qu’a le milieu intérieur d’un être vivant à se maintenir dans un état apparemment ou globalement stable et ce malgré les fluctuations et changements survenant au sein de son environnement. Or ce dernier n’est jamais constant, ses caractères perceptibles évoluent sans cesse :
- de manière rythmique, facilement prévisibles (la Terre tourne sur elle-même et autour du Soleil, ce qui induit une alternance lumière/obscurité ainsi que la présence de saisons) ;
- de manière aléatoire ce qui est parfois beaucoup plus subtil à percevoir et à prévoir.

L’effet de fluctuations rythmiques (comme l’alternance jour/nuit sur 24 h, ou jours courts / jours longs sur une année) sur un organisme qui se veut homéostatique induit logiquement une compensation du même ordre en vue du maintien de l’organisme observé. Ces rétrocontrôles ou feed-backs réguliers permettent donc l’équilibre d’un état de « non-équilibre ».
La chronobiologie s’inscrit à ce titre dans le cadre de l’étude des processus non linéaires, que l’on retrouve en thermodynamique chez des chercheurs comme Prigogine ou en science des systèmes. Elle traite donc d’oscillations des systèmes ouverts et évolutifs.
Selon Alain Reinberg, de nombreux chronobiologistes s’accordent à dire que, globalement, les rythmes biologiques correspondent à une adaptation des êtres vivants aux variations prévisibles de l’environnement.
La question du « Pourquoi ? » des rythmes biologiques reste toutefois « embarrassante » : selon l’auteur, tenter d’y répondre correspondrait à introduire la question de la finalité, et plus précisément celle des mécanismes de l’évolution des êtres organisés, de leur adaptation spécifique (relative à l’espèce) et individuelle à l’environnement. Dans cette situation il est donc difficile de fournir des « preuves expérimentales » de ce que l’on avance.
Les rythmes biologiques peuvent donc apparaître comme une « condition » de la survie des individus ou d’une espèce dans la périodicité de l’environnement terrestre. Il faut toutefois remarquer qu’il existe certains rythmes qui ne semblent pas correspondre de prime abord à une nécessité environnementale.
Le concept d’homéostasie doit donc impérativement intégrer les notions de dynamique et de biopériodicité. La notion d’équilibre en biologie, lorsque cet équilibre n’est pas dynamique (un déséquilibre perpétuellement rattrapé), est synonyme de mort.

## Caractérisation des rythmes biologiques
Un rythme biologique se caractérise par sa période, l’emplacement de l’acrophase (ou pic, ou sommet, ou zénith) de la variation dans l’échelle de temps de la période, l’amplitude et le niveau moyen de la variation (MESOR).

### Période
Intervalle de temps mesuré entre deux épisodes qui vont se reproduire identiques à eux-mêmes au cours de la variation.
La période du rythme d’une variable biologique peut être obtenue par analyse spectrale, fournissant une estimation de la période prépondérante fondamentale et de ses harmoniques. On peut aussi l’obtenir via la connaissance du rythme des synchroniseurs (conditions expérimentales).
En fonction de la période prépondérante, la chronobiologie distingue trois grands domaines de rythmes :
- les rythmes circadiens, d’une période équivalant théoriquement à un jour (24 heures), mais qui varie en réalité de 20 à 28 heures ;

Rythme circadien (période de 24h) et rythme ultradien (période de 2,5h) de la sécretion de l'hormone TSH

- Rythme circadien (période de 24h) et rythme ultradien (période de 2,5h) de la sécretion de l'hormone TSHles rythmes ultradiens, c’est-à-dire d’une fréquence plus rapide qu’un rythme circadien, donc d’une durée théoriquement inférieure à 24 heures ;
- les rythmes infradiens, c’est-à-dire d’une fréquence plus lente qu’un rythme circadien, donc d’une période supérieure à 24 heures. Parmi ceux-ci :
  - les rythmes septénaires (environ une semaine),
  - les rythmes circamensuels (environ un mois),
  - les rythmes circannuels, ou saisonniers.

Une même variable biologique manifeste sa rythmicité dans plusieurs de ces domaines (exemple du cortisol plasmatique).

### Acrophase
L’acrophase (pic, ou zénith), dont l’opposé est la « batyphase » ou « bathyphase », est la position de la plus haute valeur de la variable biologique mesurée dans l’échelle du temps, pour la période considérée en fonction d’une référence temporelle.
Lorsque l’on se trouve dans le domaine circadien, le pic peut être donné en heures avec comme référence une heure (par exemple minuit de l’heure locale). Il est possible de donner l’emplacement de l’acrophase par rapport à la température corporelle, mais cela reste beaucoup plus rare.
Lorsqu’on utilise la méthode du Cosinor, le pic sera le point le plus élevé de la fonction sinusoïdale, mais la plupart du temps on parle de pic au regard des valeurs expérimentales.

### Amplitude
La caractérisation est la même qu’en sciences physiques ou en mathématiques.
Elle représente la variation totale de la valeur biologique mesurée sur la période considérée.

### Mesor ou niveau moyen du rythme
MESOR pour Midline Estimating Statistic Of Rythm. Il s’agit de la moyenne arithmétique des mesures de la variable biologique.

## Propriétés des rythmes biologiques
Les rythmes biologiques ont une origine à la fois endogène et exogène :

### Origine endogène
Leur origine est génétique, ils sont innés et ne résultent pas d’un apprentissage individuel. Ils sont gouvernés par des horloges biologiques (ou garde-temps).
Cette caractéristique peut être mise en évidence par une isolation (protocole de libre cours) durant laquelle les rythmes persistent sur une fréquence qui leur est propre.
Ces facteurs endogènes sont entraînés par des facteurs exogènes, les Zeitgebers ou synchroniseurs.
L’origine endogène prend son origine de la constitution génétique de l’espèce et de ses individus. Il est possible qu’interviennent d’une part des gènes programmant directement le rythme considéré et d’autre part la structure d’ensemble de l’individu dépendant à la fois de l’ensemble des autres données génétiques et de facteurs socio-psycho-biologiques exogènes.
On connaît une horloge principale localisée dans l’hypothalamus et des horloges secondaires dont plusieurs sont gérées, elles aussi au niveau cérébral.
Il existe plusieurs gènes codant diverses horloges biologiques : on a, par exemple, décrit une horloge alimentaire qui réglerait la préparation digestive au repas à venir (cf. Étienne Challet et al., Current Biology du 24 octobre 2006).

### Rythmes d'origine centrale et rythmes d'origine périphérique
En fait, toutes les cellules de l’organisme, et pas seulement celles qui appartiennent aux structures cérébrales plus spécialisées, sont dotées d’une horloge propre qui est difficile à mettre en évidence in vitro dans les conditions habituelles du laboratoire. Benoît Kornmann et ses collaborateurs ont découvert la possibilité de laisser en activité ou d’annihiler l’horloge de cellules hépatiques ; cela a permis de déterminer que leur rythme circadien est à 90 % d’origine « locale » mais qu’il existe un impact « global » (central et/ou lié directement aux synchroniseurs externes) de 10 % au moins. Cette part est très robuste et persiste lorsqu’on bloque l’horloge propre des cellules périphériques.

### Facteurs d'entraînements exogènes, ou synchroniseurs
Le synchroniseur est un facteur environnemental, parfois social, mais toujours périodique, susceptible de modifier la période ou la phase d’un cycle biologique. Les synchroniseurs ne créent pas les rythmes biologiques mais ils en contrôlent la période et la phase.
Les principaux agents d’entraînement des rythmes chez l’homme sont de nature cognitive, ainsi les indicateurs socioécologiques y jouent un grand rôle.
On peut citer ici l’alternance activité/repos, lumière/obscurité au niveau quotidien, ou encore la photopériode (jours courts / jours longs) et la température au niveau annuel ou saisonnier.

### Conclusions et implications
Les rythmes biologiques sont donc entraînables (ajustement de la période des rythmes) mais aussi persistants (mise en évidence par protocoles de free run ou libres cours, dans lesquels on coupe l’individu de tous signaux susceptibles de le resynchroniser).
On peut déplacer leurs phases par induction via la manipulation des synchroniseurs (lumière essentiellement) et ainsi créer des avances ou des retards de ces phases, on peut ainsi en cas de pathologie remettre à l’heure l’horloge biologique et ainsi remettre en phase l’organisation temporelle de l’individu.
Les rythmes circadiens, quasiment ubiquitaires, sont peut-être les rythmes biologiques les plus remarquables et les plus facilement observables.
D’autres synchroniseurs – sociaux notamment – s’adressent à notre cortex. Ils sont des signaux et peuvent être appris. Grâce à un travail cérébral spécifique, tout signal perçu comme repère temporel peut devenir un synchroniseur et orienter notre « vécu » circadien, mais aussi, le cas échéant, circannuel, ultradien, etc. Autrement formulé, notre « horlogerie » interne est influencée par le bruit des voisins, le déclenchement de la sonnerie du réveil, l’heure de passage du facteur, le moment quotidien pendant lequel telle personne a pris l’habitude de nous téléphoner — la liste est longue.
Chez l’homme, les synchroniseurs sociaux ont un effet plus important que les synchroniseurs naturels, mais on observe des phénomènes semblables chez certains animaux sociaux qui se synchronisent grâce aux informations données par leurs congénères.
Un synchroniseur social peut en remplacer un autre par un phénomène d’apprentissage.

## Désynchronisation
La désynchronisation correspond à une perte de la relation de phase des rythmes biologiques. Elle peut être d’origine externe (liée aux modifications de l’environnement) ou interne (sans relation directe avec l’environnement).

### Désynchronisation externe

#### Travail posté
Le travail de nuit ou le travail posté peuvent provoquer une désynchronisation de l’organisation temporelle de l’individu (il est difficile de prédire qui est tolérant ou non à ce type de travail).

#### Décalage horaire oujet lag
En cas de vol transméridien supérieur à environ cinq heures (phénomène de décalage horaire) on observe une désynchronisation chez les individus.
- Rythme nycthéméral : recadrage en 2 jours.
- Température du corps : recadrage en une semaine.
- Sécrétion du cortisol : recadrage en 15 à 20 jours.

#### Cécité totale
Les aveugles dont la rétine est complètement inopérante (la rétine contient des récepteurs non photiques permettant de stimuler la sécrétion de mélatonine par la glande pinéale) présentent de nombreux troubles de leur organisation temporelle. La lumière ne pouvant pas être traduite en signal hormonal de synchronisation, il s’ensuit des symptômes similaires à ceux pouvant apparaître dans d’autres cas de désynchronisation.

### Désynchronisation interne
Cette dernière est mal comprise. Elle est affectée par l’âge, la dépression, ou les cancers hormono-dépendants (sein, ovaires, prostate, etc.).

### Mise en évidence d'une désynchronisation
On peut la mettre en valeur via l’étude de rythmes marqueurs (cortisol plasmatique, mélatonine plasmatique, température, etc.).
Si la désynchronisation est mise en évidence, ces marqueurs seront dits soit en avance de phase, soit en retard de phase par rapport à l’organisation temporelle de référence (normale) pour l’individu étudié.

### Désynchronisation et perte de poids

#### L’horloge circadienne périphérique des tissus adipeux
L’horloge centrale, soit celle située dans les noyaux suprachiasmatiques (NSC), régule les horloges périphériques par entrée neuronale directe. Par contre, les entrées sympathiques seules ne peuvent être responsable de toutes les activités circadiennes. Il y a présence d’une horloge dans plusieurs organes liés à l’apport alimentaire comme l’estomac, l’intestin, le pancréas ainsi que le foie. Un changement dans l’alimentation peut influencer par entraînement neurohumoral les mécanismes des horloges circadiennes périphériques. De plus, la présence d'une horloge circadienne active dans le tissu adipeux suggère qu'il existe une composante temporelle à la régulation de la fonction des tissus adipeux. L’horloge circadienne dans l’adipocyte modifie la sensibilité de ce dernier à des stimuli spécifiques différents au cours de la journée de 24 heures tels l’insuline ou encore l’adrénaline. L’horloge des adipocytes peut aussi modifier la capacité de stockage des triglycérides comme la périlipine. Une asynchronie entre le sommeil et l’alimentation altère l’horloge circadienne de l’adipocyte et cette altération serait responsable de l’augmentation de l’adiposité. Une modification dans l’horaire d’alimentation peut aussi modifier la phase d’expression de gènes avec un rythme circadien jusqu’à 12 h sans affecter la phase de l’expression circadienne dans le NSC. Dans ce cas, il y a donc désaccouplement des horloges périphériques avec l’horloge centrale. Ce réajustement de phase fait par les horloges périphériques à la suite d'un changement dans l’horaire alimentaire se produit rapidement dans le foie, mais est plus lent dans les reins, le cœur et le pancréas.

#### Impact du moment de la prise alimentaire sur la leptine
Bien que les mécanismes reliant la synchronisation des repas et la prise de poids soient encore méconnus, il semble que les hormones y aient leur rôle à jouer. L'expression rythmique et l'activité des voies métaboliques sont principalement attribuées à la robustesse et l'expression coordonnée des gènes de l’horloge dans les différents organes et tissus. Or, les changements dans le moment de l'apport calorifique peuvent altérer ce bien construit et modifier la rythmicité de nombreuses hormones impliquées dans le métabolisme, telles que la leptine ou encore la ghréline. En fait, les études réalisées en laboratoire ont montré que les moments durant lesquels les souris étaient éveillées et en train de manger au cours de leur nuit biologique, (c’est-à-dire le jour dans le cas des souris, puisque ce sont des animaux nocturnes) a entraîné de multiples changements métaboliques. Cela comprend notamment une modification de la sécrétion de leptine, une hormone anorexigène qui procure le sentiment de satiété à l’organisme en inhibant les neurones NPY / AgRP et en activant les neurones POMC / CART. Plus précisément, il a été montré que les valeurs plasmatiques de leptine nocturne étaient significativement diminuées. Habituellement, c’est-à-dire lorsque l’apport alimentaire est fait durant le jour biologique (la nuit pour les souris), la sécrétion de leptine par les tissus adipeux est faite proportionnellement aux réserves lipidiques. Or, plus les réserves sont élevées, plus la sécrétion de l’hormone est élevée, ce qui signifie une augmentation de la sensation de satiété et une diminution de l’apport calorifique. Par conséquent, les variations quotidiennes de l'apport alimentaire jouent directement sur la sécrétion de leptine puisqu’elle augmente après l'alimentation et diminue pendant le jeûne. Maintenant, le problème avec les souris nourries durant la nuit biologique est que le taux de leptine étant significativement inférieur, le sentiment de satiété est moindre contrairement aux souris nourries la nuit. Ainsi, la faible quantité de l’anorexigène tend à favoriser l’augmentation de l’apport calorifique par jour et ce, bien que les besoins énergétiques restent inchangés. Ce serait ainsi une cause de la prise de poids. C’est d’ailleurs un phénomène qui est aussi présent chez l’homme[réf. nécessaire].

#### Impact du déphasage de la corticostérone et de l’insuline
Comme mentionné précédemment, le moment auquel l’apport calorifique est effectué a un effet direct sur la sécrétion d’hormones, dont la corticostérone fait partie. Il a été montré expérimentalement qu’une souris habituellement nourrie la nuit et dont le rythme alimentaire est bouleversé par l’apport de ses repas le jour, montre un haut pic de corticostérone lors des repas. Il est donc suggéré que cette hormone serait liée invariablement à la prise inhabituelle de poids. En effectuant une ablation de la glande adrénale, responsable de la production de corticostérone, il est maintenant possible d’observer une perte de poids. Cela serait dû au fait que la corticostérone augmente la lipogénèse et l’accumulation de gras abdominal. La lipogénèse, se faisant normalement lorsque l’animal est en grande période d’activité, limite la création de gras abdominaux. Par contre, si elle se produit durant une phase peu active de la journée, son effet est grandement augmenté.
L’insuline est également responsable de la prise de poids chez l’homme. Une expérience se faisant sur des rats a montré ses effets. Chez des rats ayant six repas par jour répartis sur une période de 24 h, le niveau de glucose dans le sang était très régulier durant la période de lumière. Par contre, les deux repas donnés pendant la nuit engendraient un niveau d’insuline beaucoup plus haut. Ainsi, le glucose sanguin s’est vu largement diminué par l’effet de l’insuline. Les rats normalement actifs la nuit et mangeant à cette période voient leur métabolisme complètement bouleversé lorsqu’ils mangent en journée. Le glucose sanguin devient alors plus élevé, ce qui amène à des risques d’augmenter la masse adipeuse de l’individu.

#### Impact du déphasage sur le métabolisme des souris
La désynchronisation des divers éléments humoraux du métabolisme présentés plus haut est impliquée dans le découplement de deux paramètres importants du métabolisme : le ratio d’échange respiratoire (RER) et la dépense énergétique des cellules. En situation de restriction alimentaire à la nuit subjective plutôt que durant le jour subjectif, le RER subit un déphasage d’environ 10 heures dans les cellules hépatiques. Cela signifie que la prise de nourriture a un impact plus important dans les cellules du foie que l’horloge centrale. En situation de nutrition sans restriction, le RER fluctue de façon à synchroniser les moments où l’énergie provient des réserves de gras ou des intrants provenant de l’alimentation. Ici, la restriction de nourriture lors de la nuit subjective augmente la valeur moyenne de ce paramètre sur toute la période de 24 heures, indiquant que moins de réserves de gras sont sollicitées par la dépense énergétique.
Le jour, la dépense énergétique vient en grande partie de l’activité musculaire, qui repose sur l’utilisation des carbohydrates (fournis directement par l’alimentation) imposée par une valeur élevée du RER (au-dessus de 1). Celui-ci étant moins sensible au Zeitgeber alimentaire, son déphasage se situe donc entre 5 et 7 heures, ce qui le désynchronise d’avec le déphasage du RER du foie (10h). De plus, la dépense énergétique est environ 9 % plus faible durant toute la période de 24 heures, signifiant qu’en plus de ne pas être en phase avec les pics d’utilisation des carbohydrates, moins d’énergie est dépensée par l’organisme.
Ainsi, garder plus de gras stocké chez les souris nourries durant leur nuit subjective, couplé à une diminution des dépenses énergétiques, entraîne une augmentation du nombre de cellules adipeuses des individus. La désynchronisation des rythmes du foie, qui fournit une grande partie de l’énergie durant la nuit, entraîne une utilisation moins efficace du glycogène et un fort débalancement de l’homéostasie énergétique du corps, pouvant avoir des impacts sur la prise de poids.
Pour conclure, plusieurs hypothèses sont émis selon lesquelles le moment auquel l’apport alimentaire est effectué aurait des impacts sur la prise de poids. En effet, le changement dans le taux de sécrétion d’hormone telles que la leptine, la ghréline, la corticostérone et l’insuline, ainsi que la diminution de l’activité physique de l’individu semble être les causes principales de ce gain. Par contre, le mécanisme précis qui explique le lien direct entre ces composantes et la prise de poids reste encore inconnu et ce, bien que le lien entre ceux-ci et l'embonpoint soit prouvé.

## Autres facteurs pouvant affecter les rythmes biologiques
Le sexe : la notion de rythme chez la femme est moins facile à étudier que chez l’homme (cycles menstruels).[réf. nécessaire]
La surface corporelle joue également.[réf. nécessaire]
L’âge est un facteur dont il faut tenir compte :
- le fœtus est cosynchronisé avec les rythmes de sa mère[réf. nécessaire] ;
- le nourrisson a ses rythmes qui seront plutôt portés sur l’ultradien (cycle activité/repos de 50 min à une heure en rapport avec la maturité du système nerveux ?)[29] ;
- l’enfant de 4 ans est totalement circadien[réf. nécessaire] ;
- le stade pubertaire change les rythmes biologiques[réf. nécessaire] ;
- la personne âgée aura des rythmes de moins en moins bien synchronisés et « marqués »[réf. nécessaire].

Rythmes circadiens pendant le développement fœtal
Les rythmes circadiens chez l’humain sont générés à partir des noyaux suprachiasmatiques (NSC) de l’hypothalamus,. Ces NSC prennent du temps à être formés, mais on peut observer leur structure complète à partir d’environ 18 à 20 semaines de grossesse chez l’humain.
En étudiant le développement natal chez les primates, on observe qu’après une exposition lumineuse pendant la nuit, il y a une forte augmentation de l’activité métabolique et de l’expression des gènes c-fos et per1 dans les NSC à des âges équivalents à 24 semaines de gestation pour les humains,. Cela prouve que l’horloge circadienne très prématurée répond aux signaux lumineux.
Comme le fœtus est dépourvu de tout Zeitgeber (les entrées de l’environnement), l’entrainement circadien de ses NSC implique la communication maternelle de signaux circadiens. En effet, les signaux maternels sont requis pour l’entrainement de la synchronisation des rythmes postnataux du fœtus. Les premières études suggérant que l’horloge biologique du fœtus devait probablement provenir de la mère ont été faites sur des rats. Les chercheurs ont en fait déterminé que l’enzyme qui assure la production de mélatonine continuait de suivre un rythme circadien même si les sujets, soit des fœtus de rats, avaient été mis dans des environnements qui ne suivaient pas des cycles « light-dark » (LD). Ainsi, même s’ils étaient en conditions constantes, soit de lumière ou de noirceur, l’enzyme continuait de suivre un certain rythme indépendamment de l’environnement extérieur. Les fœtus étaient donc synchronisés avec le rythme de leur mère. À partir de là, plusieurs études ont été faites également chez les humains.
La mère peut effectivement transmettre son cycle circadien au fœtus par de nombreuses façons, comme par la rythmicité de sa température corporelle, par la libération de cortisol et de mélatonine, par les contractions de son utérus, par les variations de la concentration de glucose,, ou encore, par la libération de CRF («corticosterone releasing factor») où la corticostérone vient influencer le rythme circadien de l’activité utérine,. En ce qui concerne la sécrétion rythmique du cortisol par la mère, il a effectivement été démontré que bloquer le cortisol maternel, avec de la triamcinolone par exemple, peut provoquer la perte du rythme circadien des battements cardiaques, de la respiration et de la mobilité chez le fœtus,. De plus, des chercheurs ont suggéré que, chez l’humain, le niveau de glucocorticoïde maternel pouvait influencer le fonctionnement de la glande surrénale du fœtus, et de ce fait, entraîner son rythme circadien. Les rythmes circadiens maternels de CRF et de cortisol peuvent influencer l’activité des NSC du fœtus par leur grande quantité de récepteurs de glucocorticoïde lors du développement fœtal.
Une autre composante qui participe grandement au développement du fœtus et du nouveau-né ainsi qu’à la régulation des rythmes circadiens est la mélatonine. Cette hormone est toutefois particulière puisque sa synthèse apparaît seulement après la naissance du nourrisson,,. Ainsi, durant la grossesse, elle doit être transmise par la mère via le placenta. Elle sera alors en mesure d’agir sur le fœtus grâce à ses récepteurs spécifiques présents sur les NSC à partir de la 18e semaine de grossesse, soit au même moment où les NSC sont complètement formés. Comme la mélatonine a déjà une sécrétion rythmique chez la mère, c’est elle qui va dicter au fœtus le rythme selon le jour et la nuit,,,. Après la naissance, c’est le nourrisson qui commence à la produire de façon endogène, mais un rythme jour-nuit est réellement perçu à partir d’environ 3 mois. On sait que la mélatonine est entre autres responsable des cycles éveil-sommeil par sa sécrétion plus accrue durant la nuit, mais elle participe également à la régulation d’autres cycles dont la température corporelle. Elle ne peut donc pas être négligée.
Les rythmes circadiens du fœtus apparaissent séquentiellement lors du développement. En effet, à partir de la 22e semaine, on peut déjà observer le rythme de la fréquence cardiaque qui débute. Environ à la 29e semaine de gestation, on observe une rythmicité du cycle repos-activité et de la température corporelle entrainée sur une période de 24 heures. De plus, vers la 28e semaine de la grossesse, le sommeil et le cycle de sommeil apparaissent. Ils sont essentiels au développement neurosensoriel et moteur ainsi que pour la création de la mémoire et du maintien de la plasticité cérébrale,,. Il est important de noter que ce cycle de sommeil ne correspond pas à celui qu’un adulte connait, il est plutôt en développement et ce développement se poursuit également après la naissance. Par exemple, chez le nouveau-né, les périodes de sommeil sont courtes et nombreuses dans une journée de façon irrégulière. Ces périodes vont durer entre 2.5 et 4 heures, le nouveau-né dort donc au total entre 16 et 18 heures par jour,,,. Dans les mois qui suivent la naissance, la période de sommeil sans interruption s’allonge graduellement et la fréquence dans une journée diminue pour éventuellement donner un cycle normal qui suit le jour et la nuit,. Finalement, au cours de la 36e semaine de gestation, il y a la formation de la voie rétino-hypothalamique. Cette dernière achemine la lumière de l’environnement aux NSC.
Conditions externes lors du développement
Il est important de noter que le développement des cycles circadiens chez les nouveau-nés n’est pas seulement dû à la maturité des NSC, il est également influencé par les différentes expositions aux Zeitgebers dans la période postnatale. Plusieurs études ont été faites à ce sujet.
Par exemple, dans une étude, le premier groupe est formé de nourrissons nés à terme, qui n’ont pas besoin d’être gardés à long terme à l’hôpital, ils peuvent donc se développer dans une maison exposée aux conditions normales de l’environnement et où la seule personne qui leur donne les soins est leur mère. Ils sont donc exposés au patron circadien social et comportemental d’une seule personne. Le deuxième groupe est formé de nourrissons prématurés gardés à l’hôpital plus longtemps où ils sont placés dans une pièce à éclairage constant avec de nombreuses personnes qui leur donnent les soins. À la fin de cette étude, les chercheurs ont constaté que de la 6e à la 12e semaine postnatale, il était possible d’observer que les enfants restés sous un cycle normal de lumière-noirceur avaient pris plus de poids et dormaient plus que ceux restés en conditions de lumière constante.
L’analyse de plusieurs situations semblables,, démontre que les enfants exposés à un cycle normale de lumière-noirceur développent plus rapidement leurs cycles circadiens que les autres en conditions de lumière constante. Ils seraient également moins malades et grandiraient plus vite,. En effet, pour ce qui est de la croissance des jeunes enfants, le fait de dérégler les cycles jour-nuit par un environnement où il y a toujours de la lumière vient affecter la rythmicité de l’hormone de croissance,. Il est donc important pour les nouveau-nés que leur horloge interne soit éduquée à un très jeune âge. Un autre exemple qui appuie ces observations est l’étude de deux groupes de bébés prématurés, où l’un d’eux a eu droit à un masque photothérapeutique plusieurs jours avant la sortie de l’hôpital, soit de 18 à 52 jours. Les jeunes bambins ont ensuite été amenés dans un environnement normal à la maison où l’éclairage suit le cycle jour-nuit. Le deuxième groupe n’avait pas accès à ce traitement et était donc soumis à la lumière constante de l’hôpital. Comme mentionné plus haut, l’exposition à cette lumière de façon constante a beaucoup de répercussions. Dans cette étude, il a été montré que le premier groupe, à l’âge de 52 semaines, avait développé un rythme circadien de mélatonine identique à celui des nourrissons non-prématurés, mais que le deuxième groupe prenait plus de temps pour développer leurs rythmes circadiens, incluant celui de la mélatonine. Cela permet de constater que dans ces situations, ce n’est bien pas le fait d’être prématuré qui affecte les rythmes, mais plutôt les conditions de l’environnement extérieur. Ainsi, ces études montrent que les Zeitgebers, dont l’éclaircissement cyclique lors de la période postnatale, ont un grand rôle à jouer dans le développement des cycles circadiens chez les nouveau-nés.

## Exemples d'applications
En France, Michel Siffre, spéléologue, a réalisé l'une des premières expérience d’isolement hors temps dans le gouffre du Scarasson, du 18 juillet au 14 septembre 1962 à 2 000 m d’altitude dans les Alpes italiennes (entre Limone et Tende).
Les conditions de cette expérimentation peuvent se rapprocher des conditions de free run, situation dans laquelle les individus étudiés sont privés de tous synchroniseurs. Le free run permet de mettre en valeur les périodes des rythmes endogènes de chaque individu.
Le Pr Christian Poirel (Canada) a étudié les rythmes circadiens de la souris et sur les phénomènes psychopathologiques humains. [réf. souhaitée]

### Chronopsychologie
En 1967, dans Psychologie du temps, Paul Fraisse crée et développe la notion de chronopsychologie.
François Testu (université de Tours), a étudié les rythmes d’apprentissage chez l’enfant, en leur faisant faire des exercices simples et en regardant les taux de réussite selon les heures. Il a observé la présence de deux acrophases, vers 11 h et 17 h 30 (acrophase qui n’existe pas chez les petits enfants), et de deux batyphases, la première vers 13 h 30 (elle n’est pas directement et uniquement liée à la digestion du déjeuner, sinon il y aurait également une batyphase durant toute période post-prandiale, après toute prise d’aliments). Elle dure environ 2 heures, (entre 13 h et 15 h). Cette baisse est très liée à la baisse physiologique de la vigilance correspondant au creux méridien. La deuxième a lieu vers 3 h 30 du matin.[réf. nécessaire] Claire Leconte s’étonne de voir un tel résultat sur les rythmes d’apprentissage chez l’enfant : est-il réveillé la nuit pour faire une épreuve d’attention ? Cette dernière est sans doute liée à la chute de la température, qui est au plus bas entre 3 et 5 heures du matin.
Outre ce cycle circadien d’attention, on note aussi un cycle ultradien d’environ 90 minutes, ce que Nathaniel Kleitman appelle le BRAC (Basic Rest-Activity Cycle, Cycle fondamental activité-repos). Par exemple après le début d’un cours, l’attention est à son maximum après environ 25 minutes, puis décroît et la batyphase se situe vers 75 minutes[réf. nécessaire]. Aucune recherche n’a permis de confirmer un tel résultat, la variation de l’attention lors d’un cours d’une heure est très dépendante du contenu de ce cours, de la compétence de l’enfant par rapport à l’activité à réaliser, de la motivation que cet enfant éprouve pour ce cours, du contexte pédagogique dans lequel il est fait. Dans les expériences menées, on relève de grandes différences inter-individuelles.
Une étude américaine a révélé un cycle d’attention correspondant à l’intervalle entre les publicités qui coupent les émissions télévisées[réf. nécessaire].

### Chronothérapie
Les études et découvertes en chronobiologie ont découlé de nouvelles façons de traiter certaines pathologies. Cette branche de la chronobiologie est dite chronothérapie et vise à traiter les patients en fonction de leur horloge endogène pour maximiser les bénéfices du traitement, et réduire les effets secondaires. Cela peut être une approche possible de traitement pour les troubles bipolaires.

### Rôle dans l'accidentologie
Alain Reinberg, en citant Folkard, insiste sur la place de la chronobiologie en accidentologie et donne quelques raisons :
- l’accident a une rythmicité à l’échelle d’une population. « Il est unique et peut être mortel pour l’individu, mais le regroupement de son incidence en fonction du temps montre qu’il existe des heures noires »[73]. Selon l’auteur, l’intervalle des heures noires se situe entre minuit et quatre heures du matin (mais les frontières sont légèrement floues, dues à la variabilité biologique et aux synchronisations respectives des individus concernés) ;
- le caractère nocturne de l’accident de l’adulte est une expression des rythmes circadiens affectant directement la vigilance et la performance des activités des individus[74],[75],[76],[77],[78].

Ces variations de vigilance sont très étudiées dans le cas de surveillance du pilotage des navires (organisation en quarts) ou de salles de contrôles d'installation industrielles (usines chimiques, centrales nucléaires) ou de trafic (tour de contrôle, Cross). Des catastrophes industrielles de l'époque moderne se sont produites au cœur de la nuit, à un moment de vigilance moindre ; on peut citer l'exemple célèbre du naufrage du Titanic qui s'est produit durant la période critique aux alentours de 23 h et 1 h du matin.

### Justice et management
En 2011, une étude sur l’impartialité de la justice a montré que les libérations sur parole accordées par les tribunaux varient de 65 % (après une restauration) à pratiquement zéro relaxe obtenue avant la pause déjeuner.

## Recherche sur l'horloge biologique

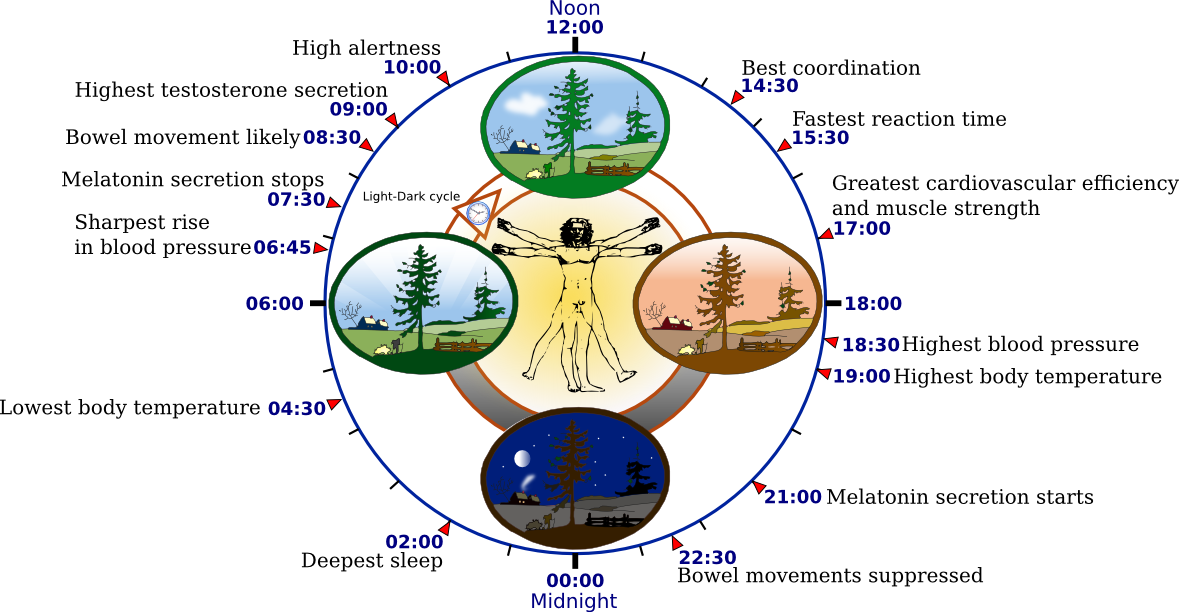
Chronobiologie

L'horloge biologique est déjà largement pressentie au XVIIIe siècle. En 1729 l'astronome français Jean-Jacques Dortous de Mairan cite ainsi comme exemple la feuilles du Mimosa se fermant au crépuscule et s'ouvrant à l'aube (même quand elle est conservée [vivante] dans l'obscurité).
Parallèlement à la découverte de l'importance de la mélatonine, ce n'est qu'au XXᵉ siècle que le mécanisme génétique et moléculaire commence à être expliqué. Seymour Benzer et Ronald Konopka au California Institute of Technology de Pasadena créent dans les années 1970 des drosophiles mutantes présentant une horloge biologique anormale et montrent que ces mutations et anomalies proviennent d'un même gène muté qu'ils dénommeront avec d'autres le gène « Period » (qui sera séquencé en 1984).
En 2017 le travail sur les mécanismes de l'horloge biologique (identification des gènes impliqués dans le rythme circadien, chez la drosophile) réalisé par trois chercheurs américains : Jeffrey Hall, Michael Rosbash et Michael Young a été récompensé par le prix Nobel de médecine. En 1984 M. Rosbash avait isolé un gène dit "period" contrôlant le rythme biologique circadien. Avec Jeffrey Hall il a montré que la protéine PER (codée par le gène period) est accumulée dans les cellules avec un pic la nuit puis dégradée le jour. Puis en 1994 Michael Young montre qu'un autre gène dit « timeless » code une protéine dite « TIM » indispensable au déroulement du rythme circadien, TIM se liant à PER pour entrer dans le noyau de la cellule et bloquer l'activité du gène period (rétrocontrôle négatif). Ce principe a été détecté chez la drosophile, mais ensuite retrouvé dans les cellules de nombreuses autres espèces, dont Homo sapiens.

## Endocrinologie
L’endocrinologie est la science qui étudie les hormones. Celle-ci peut être associée à la chronobiologie dû à la sécrétion cyclique de certaines hormones. Les hormones peuvent suivre un cycle circadien, ultradien ou encore infradien. La sécrétion de ces hormones selon un rythme circadien permet de maintenir un rythme biologique chez l’homme ou les végétaux.
La majorité des fonctions de l’organisme sont synchronisées selon le cycle diurne et nocturne. En effet les hommes mangent, dorment, presque toujours à la même heure. Cette rythmicité dans les activités quotidiennes cadence les fonctions physiologiques internes, dont la sécrétion d’hormones.

### Mélatonine
L’application la plus commune de la chronobiologie est dans le cycle sommeil-éveil. Ce cycle est régulé principalement par deux hormones ; la mélatonine et le cortisol.
La mélatonine, synthétisée par la glande pinéale est souvent considérée comme l’hormone du soir. C’est un synchronisateur endogène agissant grâce à l’activation de MT1 et MT2, deux récepteurs couplés aux protéines G. C’est en fin de journée, lorsque la nuit tombe, que sa secretion sera la plus importante. Sa sécrétion est stimulée ou inhibée de manière circadienne, par les noyaux suprachiasmatique de l’hypothalamus selon le cycle lumière/obscurité. Les récepteurs de la rétine, ne recevant plus de lumière bleue, stimulent la sécrétion de mélatonine. Cette information donne au cerveau et à d’autres organes la notion de photopériodisme. Ce rythme peut être perturbé par notamment l’utilisation d’écran. En effet, les écrans d’ordinateurs et de téléphone émettent de la lumière bleue qui inhibe la sécrétion de mélatonine. Des études ont montré que cela pouvait résulter en une désynchronisation, notamment en un retard de phase.

### Cortisol
Le cortisol est une hormone corticostéroïde secrété par les glandes surrénales. Celui-ci est considéré comme l’hormone du réveil et de la vigilance. En effet, le cortisol est secrété tout au long de la journée, puis sa concentration diminue au cours de celle-ci. On observe surtout un pic important appelé « pic acrophase », le matin permettant de réveiller l’organisme et de stimuler la néoglucogenèse induisant la synthèse de glucose et donc de l'énergie nécessaire pour commencer la journée. La sécrétion du cortisol peut être dérèglée par une situation stressante. Lors d’un stress intense l’organisme secrète plusieurs hormones dont le cortisol, qui induit un dérèglement du cycle nycthéméral. La synthèse d’une dose élevée, anormale de cortisol en journée ou avant la nuit provoque un délai de phase. En effet, ce niveau anormal met quelque temps à revenir à la normale, maintenant l’organisme éveillé et en alerte pendant tout ce temps.

### Insuline
L’insuline est une hormone synthétisée par le pancréas et a une action hypoglycémiante. Celle-ci joue un rôle important dans le métabolisme glucidique, protéique et lipidique. Elle favorise notamment l’absorption du glucose par les cellules. En effet, en condition normale, l’insuline est secrétée de manière périodique, après chaque repas. Étant donné que l’Homme mange environ aux mêmes heures chaque jour, la synthèse importante d’insuline est synchronisée avec les heures de repas. Sa sécrétion suit un cycle ultradien, c’est-à-dire moins de 24 heures. En dehors des repas, l’insuline est synthétisée de manière pulsatile afin de maintenir un niveau de glucose constant dans l'organisme.

### Hormone de croissance
L’hormone de croissance (GH ; Growth Hormone) est synthétisée par l’hypophyse et elle stimule la croissance et la division cellulaire. Des études ont montré que l’hypophyse libère la GH dans le plasma, la nuit surtout au début de la phase de sommeil profond. Il a été observé que le pic de sécrétion était décalé si le sommeil l’était aussi. Il semblerait que la sécrétion de GH soit fortement lié au sommeil et suit donc le cycle éveil/sommeil de l’organisme.

### Thyréostimuline
La TSH (de l'anglais: Thyroid Stimulating Hormone) est une hormone régulatrice du niveau des hormones thyroïdiennes, T3 et T4 dans le sang. La TSH est secrétée par l’hypophyse et a un effet sur la thyroïde.
Il a été montré que des dérèglements dans le cycle circadien nuiraient au bon fonctionnement de la thyroïde et pourraient même causer des cancers.

### Testostérone
La testostérone fait partie des hormones sexuelles surtout produite par les gonades masculines, les testicules ainsi qu’à faible dose par les gonades femelles, les ovaires. Elle est régulée selon l’axe hypothalamo-hypophysaire et secrétée régulièrement pendant la journée.
Cependant, il a été montré que la sécrétion de testostérone suivait un cycle circadien avec une concentration maximale entre 7h et 10h et un niveau minimum aux alentours de 19h avant de réaugmenter pendant la nuit.

### Oestrogènes
Les œstrogènes sont les hormones sexuelles primaires chez la femelle. Elles sont produites par les ovaires principalement, mais aussi par les follicules, le placenta chez les femelles enceintes ou encore le tissu adipeux. La synthèse d’œstrogènes est stimulée par la GnRH et elles sont synthétisés par les ovaires selon le cycle menstruel. La sécrétion suit un cycle infradien, puisque la sécrétion varie mensuellement. L’ovulation est induite par montée de LH (l'hormone lutéinisante) en fin d’après-midi ou tôt dans la nuit précédant la période de chaleur. Il a été montré chez des rongeurs que l’ovulation ainsi que l’accouplement se déroulaient tard dans la nuit ou le matin du jour où débute la période fécondable.
Des expériences sur des rats, par injection d’une substance permettant l’arrêt de l’excitabilité neuronale, ont permis de prouver qu’un signal neurogène venant du noyau suprachiasmatique pouvait être responsable de la poussée temporelle de LH, celle-ci étant considérée aujourd’hui comme responsable de l’horloge circadienne.  De plus, il a été remarqué que sous certains conditions changeantes, perturbant le cycle circadien, le cycle oestrogénique était altéré.

## Phytohormones
Les phytohormones ou hormones végétales sont impliquées dans différents stades de croissance et de développement de la plante. Ces substances chimiques peuvent servir de moyen de communication entre végétaux ou encore de moyen de défense contre des attaques extérieures.
Cinq familles de phytohormones peuvent être retrouvées chez les végétaux; l'auxine, la gibbéreline, la cytokinine, l'éthylène et l'acide abscissique. Ces hormones sont capables de contrôler de nombreuses fonctions du cycle circadien des plantes. Elles permettent de moduler la période, la phase, l'amplitude et la précision de l'horloge circadienne. Les cytokinines provoquent un retard de phase, l'auxine ajuste l'amplitude et la précision de l'horloge et l'acide abscissique module la périodicité circadienne. Les végétaux utilisent les phytohormones afin de synchroniser leur horloge interne avec les différents signaux externes, notamment celui de phototropisme, de température, et de maintenir un cycle régulier.
Différentes expériences ont été menées afin de voir si les phytohormones jouaient réellement un rôle dans la régulation du cycle circadien. Des résultats ont montré que l'auxine était indispensable pour maintenir un cycle précis surtout sous une lumière constante.
Concernant les cytokinines, il a été observé qu'en leur présence, celles-ci sont capables de moduler l'amplitude, la phase, la périodicité et la rythmicité. En effet, un retard de phase est observé sous une lumière constante et une obscurité constante (retard plus important à l'obscurité) permettant le maintien d'une rythmicité dans l'obscurité. Les cytokinines affectent également la périodicité en raccourcissant cette dernière.
L'acide abscissique est une hormone régulant la dormance des graines ou encore la réponse de la plante face à des facteurs stressants. Contrairement aux cytokinines, l'acide abscissique montre une élongation de la périodicité et donc du cycle circadien. Les résultats étaient notamment significatifs sous lumière constante et peu de changement ont été observés dans l'obscurité. L'action de acide abscissique sur la régulation du cycle serait donc surtout dépendante de la lumière.

## Autres publications
- Buijs ,R. M., van Eden, C. G., Goncharuk, V. D., & Kalsbeek, A. (2003). The biological clock tunes the organs of the body: timing by hormones and the autonomic nervous system. J Endocrinol, 177, 17 –26.
- Kobayashi, H., Oishi, K., Hanai, S., & Ishida, N. (2004). Effect of feeding on peripheral circadian rhythms and behaviour in mammals. Genes Cells, 9, 857–864.
- Zvonic, S., Ptitsyn, A.A., Conrad, S. A., Scott, L. K., Floyd, Z. E., Kilroy, G., Wu, X., Goh, B. C., Mynatt, R. L., & Gimble, J. M. (2006). Characterization of Peripheral Circadian Clocks in Adipose Tissues. Diabetes, 55(4), 962-970.
- Bray, M. S., & Young, M. E. (2007). Circadian rhythms in the development of obesity: potential role for the circadian clock within the adipocyte. Obesity Reviews, 8(2), 169-181.
- Damiola F., Le Minh, N., Preitner, N., Kornmann, B., Fleury-Olela, F., & Schibler, U. (2000). Restricted feeding uncouples circadian oscillators in peripheral tissues from the central pacemaker in the suprachiasmatic nucleus. Genes Dev, 14, 2950–2961.
- Arble DM, Bass J, Laposky AD, Vitaterna MH, Turek FW. (2009). Circadian timing of food intake contributes to weight gain. Obesity (Silver Spring); 17: 2100–2.
- Scheer FA, Hilton MF, Mantzoros CS, Shea SA. (2009). Adverse metabolic and cardiovascular consequences of circadian misalignment. Proc Natl Acad Sci U S A ;106: 4453–8.
- Gomez Abellan P, Gomez Santos C, Madrid JA, Milagro FI, Campion J, Martinez JA, et al. (2011). Site-specific circadian expression of leptin and its receptor in human adipose tissue. Nutr Hosp; 26:1394–401.
- Garaulet, M., & Ordovás, J. M. (2013). Genetics in chronobiology and obesity. In Chronobiology and obesity (pp. 37-40; 66-68; 75-80). Springer New York.
- Gorman MR (2003). Differential effects of multiple short day lengths on body weights of gonadectomized siberian hamsters. Physiol Biochem Zool 76:398–405
- Salgado-Delgado, R., Angeles-Castellanis, M., Saderi, N., Buijs, R. M., Escobar, C. (2010) Food Intake during the Normal Activity Phase Prevents Obesity and Circadian Desynchrony in a Rat Model of Night-club Work. Endocrinologue, Volume 37, Issue 3.
- Kalsbeek, A., Strubbe, J. H. (1998) Circadian Control of Insulin Sécrétion Is Independent of the Temporal Distribution of Feeding. Physiologie & Béhaviorisme, Volume 63, Issue 4, p.553-560.
- Bray, M. S., Ratcliffe, W. F., Grenett, M. H., Brewer, R. A., Gamble, K. L., & Young, M. E. (2013). Quantitative analysis of light-phase restricted feeding reveals metabolic dyssynchrony in mice. International journal of obesity, 37(6), 843-852.
- Reznick, J., Preston, E., Wilks, D. L., Beale, S. M., Turner, N., & Cooney, G. J. (2013). Altered feeding differentially regulates circadian rhythms and energy metabolism in liver and muscle of rats. Biochimica et Biophysica Acta (BBA)-Molecular Basis of Disease, 1832(1), 228-238.